# Geschützter Landschaftsbestandteil Obstweide (Brumlingsen)
Der Geschützte Landschaftsbestandteil  Obstweide (Brumlingsen) mit 0,17 Hektar Flächengröße liegt am Rand vom Industriegebiet Wildshausen im Stadtgebiet von Arnsberg im Hochsauerlandkreis. Die Fläche wurde 1921 mit dem Landschaftsplan Arnsberg durch den Kreistag des Hochsauerlandkreises als Geschützter Landschaftsbestandteil (LB) erstmals ausgewiesen. Von 1998 war die LB-Fläche Teil vom Landschaftsschutzgebiet Ruhraue. Der LB grenzt westlich direkt an einen Bauernhof. 

## Beschreibung
Beim LB handelt es sich um eine alte Streuobstwiese.
Der Landschaftsplan führte 2021 zum Wert des LB aus: „Der Obstbaumbestand steht östlich Brumlingsen im unmittelbaren Anschluss an die dortige Wohnbebauung und besteht aktuell aus wenigen Apfelbaumhochstämmen. Durch die Festsetzung wird ein kulturhistorisch, landschaftsästhetisch und faunistisch wertvolles Biotoprelikt im Siedlungsrandbereich gesichert.“
Als zusätzliche Entwicklungsmaßnahmen wurden festgesetzt, dass abgängige Obstbäume bis in die Zerfallsphase hinein zu erhalten sind und dann nachgepflanzt werden soll; vorhandene Fehlstellen mit standortangepassten Obstsorten zu ergänzen und die Bäume bei Bedarf gegen Verbiss zu schützen.

## Schutzgrund, Verbote und Gebote
Geschützte Landschaftsbestandteile haben laut Landschaftsplan eine besondere Funktion für die Gliederung und Belebung des Landschaftsbildes bzw. des umgebenden Offenlandes. Es kommt solchen Objekten in der Regel eine erhöhte Bedeutung als Bruthabitat für Hecken- und Gebüschbrüter zu. Laut Landschaftsplan sind Geschützte Landschaftsbestandteile im Plangebiet durch ihren eigenständigen Charakter deutlich von der sie umgebenden „normalen“ Wald- und Feld-Landschaft zu unterscheiden.
Wie bei allen LB ist es verboten diese zu beschädigen, auszureißen, auszugraben oder Teile davon abzutrennen oder auf andere Weise in seinem Wachstum oder Erscheinungsbild zu beeinträchtigen. Unberührt ist jedoch die ordnungsgemäße Pflege eines LB.
Das LB soll laut Landschaftsplan „durch geeignete Pflegemaßnahmen erhalten werden, solange der dafür erforderliche Aufwand in Abwägung mit ihrer jeweiligen Bedeutung für Natur und Landschaft gerechtfertigt ist.“